# وینی پال
وینسنت پال ابوت (به انگلیسی: Vincent Paul Abbott) که بیشتر با نام وینی پال شناخته می‌شود، تهیه‌کنندهٔ موسیقی، نوازندهٔ درامز سبک هوی متال و یکی از اعضای اَبَرگروه هِل‌یِه است اما بیشتر به‌عنوان بنیان‌گذار و عضو پیشین گروه پنترا شناخته می‌شود. او در سال ۲۰۰۳ و در پی جداشدن از پنترا به‌همراه برادر کوچک‌ترش دایمبگ دارل گروه دمیج‌پلن را تشکیل دادند. وینی پال با گروه کانتری ربل میتس ربل نیز همکاری‌هایی داشته‌است. وی در ۲۲ ژوئن ۲۰۱۸ درگذشت.

## درباره
وینی زادهٔ دالاس تگزاس و فرزند کارولینا و جری ابوت است. پدرش ترانه‌سرا و تهیه‌کنندهٔ موسیقی کانتری بود. او در سال ۱۹۸۱ به همراه برادرش دایمبگ دارل، پنترا را بنیان گذاشتند که یک دههٔ بعد تبدیل به یکی از قطب‌های موسیقی متال در آمریکا شد.
در سال ۲۰۰۳ در پی مشکلاتی که فیل انسلمو (خواننده) برای گروه ایجاد کرد، پنترا از هم فرو پاشید. وینی و دایم در همان سال گروه دیگری به‌نام دمیج‌پلن را تشکیل دادند که پس از انتشار یک آلبوم و در پی کشته شدن دایم در سال۲۰۰۴ و در یکی از اجراهای گروه، منحل شد. وینی پس از آن واقعه تقریباً نوازندگی را کنار گذاشت.
در سال ۲۰۰۶ ابتدا وین‌بیگ رکوردز را تأسیس کرد و به شغل تهیه‌کنندگی موسیقی روی آورد. مدتی بعد به همراه چَد گری (خواننده)، گرِگ تریبت (گیتار)، تام مَکس‌وِل (گیتار) و جری مونتانو (گیتار باس)، اَبَر گروه هِل‌یه را تشکیل دادند.